# Union Minden
Union Minden is een Duitse voetbalclub uit Minden, Noordrijn-Westfalen.

## Geschiedenis

### SC Minden
In 1904 werd MTV Rodenbeck opgericht. Deze club sloot zich in 1949 aan bij TuS Königstor Minden, dat in 1946 opgericht werd. In 1964 waren er fusiebesprekingen met Mindener SpVgg 05, maar deze werd door de leden afgewezen. Beide clubs speelden toen in de Bezirksliga. In 1973 degradeerde de club naar de Kreisliga en fuseert met VfB Hahlen tot SC Minden. In 1975 promoveert de club weer naar de Bezirksliga en kan daar vier jaar standhouden.

### Union Minden
In 1992 fuseerde SC Minden met Mindener SpVgg en VfL Minden en nam zo de naam Union Minden aan. Na drie jaar promoveerde de club naar de Bezirksliga en na nog eens drie jaar naar de Landesliga. In 2002 splitst VfL Minden zich weer van de club af.